# Keenan Tracey
Keenan Tracey (Canada, 22 luglio 1991) è un attore canadese.

## Biografia
È il figlio dell'attore Ian Tracey, con cui spesso recita in varie serie televisive.

## Filmografia

### Cinema
- No One Knows You Like Your Mother, regia di Kelly-Ruth Mercier – cortometraggio (2009)
- Hell in a Handbag, regia di Martin Cummins (2013)
- Blood, regia di Maja Aro e Sara Irvine-Erickson – cortometraggio (2015)
- Extracurricular, regia di Ray Xue (2018)
- Polaroid, regia di Lars Klevberg (2019)
- Vecchi rancori (Deadly Assistant), regia di Daphne Zuniga (2019)

### Televisione
- I 16 desideri (16 Wishes), regia di Peter DeLuise – film TV (2010)
- Eureka – serie TV, 1 episodio (2010)
- Fringe – serie TV, 1 episodio (2011)
- Un amico di nome Duke (Duke), regia di Mark Jean – film TV (2012)
- Un'estate da ricordare (Kiss at Pine Lake), regia di Michael M. Scott – film TV (2012)
- Rags (Rags), regia di Bille Woodruff – film TV (2012)
- Arctic Air – serie TV, 2 episodi (2012-2013)
- Independence Daysaster - La nuova minaccia (Independence Daysaster), regia di W.D. Hogan – film TV (2013)
- Scarecrow, regia di Sheldon Wilson – film TV (2013)
- The Hunters - Cacciatori di leggende (The Hunters), regia di Nisha Ganatra – film TV (2013)
- Rogue Files: Reparation, regia di Michael Robison – miniserie TV, 1 episodio (2013)
- Quando chiama il cuore (When Calls the Heart) – serie TV, 2 episodi (2014)
- Motive – serie TV, 1 episodio (2014)
- Il mistero delle lettere perdute (Signed, Sealed, Delivered) – serie TV, 1 episodio (2014)
- Rogue – serie TV, 6 episodi (2013-2014)
- The 100 – serie TV, 7 episodi (2014)
- Backstrom – serie TV, 1 episodio (2015)
- Messaggio per uccidere (Truth & Lies), regia di George Erschbamer – film TV (2015)
- The Returned – serie TV, 8 episodi (2015)
- Sugarbabies (Sugar Babies), regia di Monika Mitchell – film TV (2015)
- Frammenti di un inganno (The Stepchild), regia di Roma Roth – film TV (2016)
- Bates Motel – serie TV, 14 episodi (2013-2016)
- Doti spezzate - Pretty Little Addict (Pretty Little Addict), regia di Monika Mitchell – film TV (2016)
- Una vita da star (Summer of Dreams), regia di Mike Rohl – film TV (2016)
- Supernatural – serie TV, 1 episodio (2016)
- Sorelle di sangue (Deadly Sorority), regia di Shawn Tolleson – film TV (2017)
- Aurora Teagarden Mysteries – serie TV, 1 episodio (2017)
- Sea Change, regia di Chris Grismer – film TV (2017)
- Beyond – serie TV, 2 episodi (2018)
- iZombie – serie TV, 3 episodi (2018)
- V.C. Andrews' Heaven, regia di Paul Shapiro, Jason Priestley, Gail Harvey e Mike Rohl – miniserie TV, 2 episodi (2019)
- Martha's Vineyard Mysteries – serie TV, 1 episodio (2020)
- Debris – serie TV, 2 episodi (2021)
- Il diavolo in Ohio (Devil in Ohio) – miniserie TV, episodi 1x05-1x06-1x08 (2022)
- Alert: Missing Persons Unit - serie TV, episodio 2x07 (2024)

### Videoclip
- Kandle: Honey Trap, regia di Brandon William Fletcher (2021)

## Doppiatori italiani
Nelle versioni in italiano delle opere in cui ha recitato, Keenan Tracey è stato doppiato da:
- Flavio Aquilone in Motive, Polaroid
- Federico Viola in The Hunters - Cacciatori di leggende
- Gabriele Patriarca in Bates Motel
- Luca Mannocci in The 100
- Alessio De Filippis in Messaggio per uccidere
- Danny Francucci ne Il concorso di Natale
- Matteo Costantini ne Il diavolo in Ohio
- Alessandro Campaiola in Alert: Missing Persons Unit

## Riconoscimenti
- 2012 – UBCP Award
  - Nomination Best Newcomer

- 2014 – Leo Awards
  - Nomination Best Supporting Performance by a Male in a Television Movie per The Hunters - Cacciatori di leggende